# 닷컴 기업
닷컴 기업, 닷컴 회사, 닷컴 컴퍼니(dot-com company), 단순히 닷컴(dot-com, dot.com, dot com, .com)은 일반적으로 일반 최상위 도메인 ".com"을 사용하는 웹사이트를 통해 인터넷 상에서 비즈니스의 대부분을 수행하는 기업이다.

## 닷컴 버블
이 용어가 오늘날의 기업을 가리킬 수 있지만 1990년대 말에 등장한, 이러한 비즈니스 모델을 따른 기업들을 가리키는데 사용하기도 한다. 스타트업과 같은 다수 기업들이 설립되어 벤처 캐피털 펀딩의 이윤을 취했다.
닷컴 버블이 끝난 2000년 즈음 주가 대폭락과 더불어 다수 기업이 실패하였고 이러한 실패 기업들을 가리켜 "dot-boms", "dot-cons", "dot-gones"로 불렀다. 생존한 기업들 다수는 자신들의 이름에서 .com을 제거했다.

## 같이 보기
- 전자 비즈니스